# أجر سفال كيوان (علي جمال)
أجر سفال کیوان (بالفارسية: اجرسفال کیوان) هي مستوطنة تقع في إيران في قسم علي جمال الريفي.